# Penampi
Penampi is een bestuurslaag in het regentschap Bengkalis van de provincie Riau, Indonesië. Penampi telt 2036 inwoners (volkstelling 2010).